# デスチェイン
デスチェイン(Deathchain)は、フィンランドのデスラッシュメタルバンド。1997年にウィンターウルフ (Winterwolf)の名前で結成され、2001年に現在の名前に改名した。2006年に、前身バンドのウィンターウルフが別バンドとして再結成された。

## 歴史
1997年にコープス（ギター）を中心にウィンターウルフ (Winterwolf)の名で活動を開始。2000年と2001年に、デモテープをそれぞれ1本製作している。2001年にクーリオ（ベース）が加入。その後、コープス、クーリオ、ボビー・アンダーテイカー（ギター）、カッサーラ（ドラム）のラインナップとなる。同年、バンド名をデスチェイン (Deathchain)に変更。
2002年、コープスがヴォーカルを兼任する形で、デモテープ『Poltergeist』を製作。その後、ロトンが専任ヴォーカリストとして加入し、コープスはギターに専念することになる。2003年、フィンランドのインディーズレーベル、ダイナミック・アーツ・レコードと契約し、同年1stアルバム『Deadmeat Disciples』をリリースしデビューする。
2005年に、フィンランドのデスメタルバンド・Deathboundとのスプリットアルバム『Deathchain / Deathbound』、2ndアルバム『Deathrash Assault』をリリース。本アルバムは2006年にサウンドホリックから日本盤がリリースされ、日本デビュー盤ともなっている。2006年にはロトンが脱退。後任には、元ネクロノミコン・ザ・ダスクフォールのK.J.ケイオスが加入。2007年、3rdアルバム『Cult of Death』をリリース。翌2008年、ボビー・アンダーテイカーが脱退し、後任にカルトが加入。同年、4thアルバム『Death Eternal』をリリース。
この後、レーベルをコブラ・レコードに移す。2010年に、同じコブラ・レコードに所属するフィンランドのデスメタルバンド・Sotajumalaとのスプリットアルバム『Sotajumala / Deathchain』、5thアルバム『Death Gods』をリリースした。同年には、C.ヴォイド (ヴォーカル、プログラミング)が加入している。
その後、コブラ・レコードから離脱。スヴァート・レコードに移籍した。2013年、6thアルバム『Ritual Death Metal』をリリース。同年に、C.ヴォイドが脱退。
また、2006年には前身バンドであるウィンターウルフが、デスチェインとは別バンドとして再結成され、活動している。
2006年に再結成されたウィンターウルフについては、当該節を参照。

## メンバー

### 現在のメンバー
- K.J.ケイオス （K.J.Khaos）- ヴォーカル

ネクロミコン、ザ・ダスクフォールでも活動していた。
- コープス （Corpse）- ギター
- カルト (Cult) - ギター
- クーリオ （Kuolio）- ベース

アヤッタラ、シェイド・エンパイアやカオスウェーバーでも活動。ボーカリストとしての活動もある。
- カッサーラ （Kassara）- ドラム

### 旧メンバー
- ロトン (Rotten) - ヴォーカル
- C.ヴォイド (C.Void) - ヴォーカル、プログラミング
- ボビー・アンダーテイカー （Bobby Undertaker）- ギター
- ポゼスト・ケリプッキ (Possessed Keripukki) - ベース
ウィンターウルフ期のみの在籍。
- テラケトユ (Telaketju) - ドラム
ウィンターウルフ期のみの在籍。

## ディスコグラフィー
- Poltergeist（2002年／Demo）
- Deadmeat Disciples（2003年／1st）
- Deathchain / Deathbound（2005年／DeathboundとのスプリットCD）
- Deathrash Assault（2005年／2nd）
- Cult of Death（2007年／3rd）
- Death Eternal (2008年／4th)
- Sotajumala / Deathchain (2010年／SotajumalaとのスプリットCD)
- Death Gods（2010年／5th）
- Ritual Death Metal（2013年／6th）

ウィンターウルフ名義 (-2001)
- Death... Will Come Your Way（2000年／Demo）
- Blood for Death（2001年／Demo）

## ウィンターウルフ (2006- )
ウィンターウルフ (Winterwolf)は、フィンランドのデスメタルバンド。元々1997年に結成され、2001年にデスチェインへバンド名を変更して消滅した。しかし、2006年にデスチェインとは別バンドとして再結成された。本項では、2006年以降について記述する。

### 略歴
2006年に、デスチェインとは別バンドとして再結成。当初は、コープス (Vo, G)、ボビー・アンダーテイカー (G)、ポゼスト・ケリプッキ (B)、テラケトユ (Ds)の4名での再結成であり、これは2001年ごろのバンドメンバーであった。しかし、2008年ごろには、ポゼスト・ケリプッキとテラケトユが脱退し、K.E.ペスティレンス (B)とE.R.インセイン (Ds)が加入。また、デスチェインのボーカリストを務めていたロトンが加入し5人組となった。2009年にスペインのエクストリーム・ミュージックから、1stアルバム『Cycle of the Werewolf』をリリースしデビュー。その後、ボビー・アンダーテイカー、ロトンが脱退。アボマニター (Vo, G)が加入。更にK.E.ペスティレンス、E.R.インセインも脱退し、代わってアブダクターとM+rbidusが加入する。デスチェインも所属するスヴァート・レコードに移籍して、2019年に2ndアルバム『Lycanthropic Metal of Death』をリリースした。

### メンバー

#### 現メンバー
- アボマニター (Abomanitor) - ヴォーカル、ギター
- コープス (Corpse) - ヴォーカル、ギター
1997年から2001年の間にも在籍。
- アブダクター (Abductor) - 不明
- M+rbidus - 不明

#### 旧メンバー
- ロトン (Rotten) - ヴォーカル
- ボビー・アンダーテイカー (Bobby Undertaker) - ギター
1997年から2001年の間にも在籍。
- ポゼスト・ケリプッキ (Possessed Keripukki) - ベース
1997年から2001年の間にも在籍。
- K.E.ペスティレンス (K.E.Pestilence) - ベース
- テラケトユ (Telaketju) - ドラム
1997年から2001年の間にも在籍。
- E.R.インセイン (E.R.Insane) - ドラム

### ディスコグラフィ
- Cycle of the Werewolf（2009年／1st）
- Disma / Winterwolf（2011年／DismaとのスプリットCD）
- Lycanthropic Metal of Death（2019年／2nd）